# アルフレッド・チョー
アルフレッド・イー・チョー(Alfred Yi Cho)こと卓 以和（たく いわ、Zhuó Yǐhé、1937年7月10日 - ）は、中国生まれのアメリカ合衆国の電気工学者、光工学者、発明家である。ベル研究所の半導体研究担当非常勤ヴァイスプレジデントである。共同で分子線エピタキシー法(MBE)や量子カスケードレーザーを発明した。

## 生涯
チョーは中華民国北平市で生まれた。祖父の卓定謀は中華民国国民大会第1回会議の代表だった。1949年に国共内戦から逃れて一家で香港に移り住み、チョーは培正中学に入学した。高校卒業後にアメリカに留学し、イリノイ大学アーバナ・シャンペーン校で電気工学の学士(B.S.)・修士(M.S.)・博士(Ph.D.)の学位を取得した。
1968年にベル研究所に入所した。1970年にジョン・R・アーサー・ジュニアと共同で分子線エピタキシー法(MBE)を発明した。また、1994年にフェデリコ・カパッソと共同で量子カスケードレーザーを発明した。
チョーは結婚しており、1人の息子と3人の娘がいる。

## 受賞等
- アメリカ物理学会 国際新材料賞（1982年）
- ヴェルカー賞（1986年）
- 電気化学協会 ソリッドステート科学技術メダル（1987年）
- ASMインターナショナル the World Materials Congress Award（1988年）
- アメリカ真空学会（英語版） ゲーデ＝ラングミュア賞（1988年）
- 全米製造業者協会（英語版） Innovation Research Interchange IRIアチーブメント賞（英語版）（1988年）[2]
- ニュージャージー州 トーマス・アルバ・エジソン賞（1990年）
- アメリカ結晶成長学会 国際結晶成長賞（1990年）
- アメリカ国家科学賞（1993年）[3]
- IEEE IEEE栄誉賞（1994年）
- 材料研究学会（英語版） フォン・ヒッペル賞（1994年）
- ニューカム・クリーブランド賞（1994年）
- フランクリン協会（英語版） エリオット・クレッソン・メダル（1995年）
- NEC C&C財団 C&C賞（1995年）[4]
- ウィリス・ラム賞（2000年）
- アメリカ国家技術賞（2007年）[5] - MBEの発明とその実用化に対して
- 全米発明家殿堂（2009年）[6]

## 科学アカデミー会員
- 米国科学アカデミー会員[7]
- 全米技術アカデミー会員
- アメリカ物理学会フェロー
- IEEEフェロー
- アメリカ哲学協会会員[8]
- アメリカ芸術科学アカデミー会員[9]
- 中国科学院外籍院士
- 中央研究院院士